# Habib Majeri
Habib Majeri (ar. الحبيب الماجرى; ur. 14 grudnia 1951) – tunezyjski piłkarz grający na pozycji obrońcy. W swojej karierze grał w reprezentacji Tunezji.

## Kariera klubowa
Swoją karierę piłkarską Majeri rozpoczął w klubie CS Hammam-Lif, w którym grał do 1973 roku. W latach 1973–1977 grał w belgijskim RWD Molenbeek. W sezonie 1974/1975 wywalczył z nim mistrzostwo Belgii. W 1977 roku wrócił do Tunezji i w latach 1977-1979 występował w Club Africain. W sezonie 1978/1979 został z nim mistrzem Tunezji. Następnie w latach 1979-1982 był zawodnikiem saudyjskiego Ohod Club, w latach 1982-1983 CS Hammam-Lif, w którym zakończył karierę.

## Kariera reprezentacyjna
W 1978 roku Majeri został powołany do reprezentacji Tunezji na Puchar Narodów Afryki 1978. W nim rozegrał dwa mecze: grupowy z Kongiem (0:0) i o 3. miejsce z Nigerią (0:2). Z Tunezją zajął 4. miejsce w turnieju.